# Scott Coker
Scott Coker (Seúl, 3 de octubre de 1962) es un promotor de deportes de combate estadounidense y ex practicante de taekwondo. Es el fundador y ex director ejecutivo de Strikeforce, expresidente de Bellator MMA y fundador de Fight Night at the Tech.

## Primeros años
Scott Coker nació en Seúl (Corea del Sur) en 1962.  Su padre, un estadounidense de Tennessee, había llegado a Corea del Sur poco después de la guerra de Corea. Conoció a la madre de Scott, una coreana, mientras ella cantaba en un club de la United Service Organizations (USO). Se casaron en diciembre de 1959. Cuando tenía aproximadamente 9 años, Scott y su familia se mudaron a los Estados Unidos, donde se establecieron en San José, California, en 1973.
Coker es un protegido de Ernie Reyes y promotor de organizaciones de MMA y Kickboxing. Coker obtuvo un cinturón negro de octavo grado en Taekwondo con Reyes y fue miembro original del Equipo de Demostración de la Costa Oeste. En 1986, Scott Coker se convirtió en uno de los primeros directores de ISKA.

## Carrera como promotor
Coker fundó Strikeforce en 1985 como una organización de kickboxing. La promoción celebró su primer evento de MMA, Strikeforce: Shamrock vs. Gracie, el 10 de marzo de 2006, en el HP Pavilion en San José, California. Durante los siguientes cinco años, Coker convirtió la empresa en la segunda más importante detrás de la Ultimate Fighting Championship, asociándose con Showtime y CBS para televisar sus eventos. Strikeforce co-promocionó algunos eventos con Elite Xtreme Combat, o EliteXC.
En marzo de 2011, Strikeforce fue adquirida por Zuffa, LLC y el propio Coker fue contratado por la empresa por un período contractual de tres años, que finalizó en abril de 2014.
El 18 de junio de 2014, Coker fue anunciado como el nuevo presidente de Bellator MMA, en reemplazo del fundador y director ejecutivo Bjorn Rebney. Fue contratado para convertirla en una promoción menos centrada en los torneos. Después de la venta de la promoción en 2024, no hizo la transición con la propiedad y optó por renunciar como director ejecutivo.